# Tour de Francia 1927
El  'Tour de Francia de 1927'  fue la vigésimo primera edición del Tour de Francia y se disputó entre el 19 de junio y el 17 de julio de 1927, sobre un recorrido de 5.340 km , distribuidos en 24 etapas. La carrera fue ganada por el luxemburgués Nicolas Frantz ( Alcyon-Dunlop), a una velocidad media de 27,224 km/h,  con casi dos horas sobre el segundo clasificado, el  belga Maurice de Waele (Labor-Dunlop) y dos y media sobre el tercer clasificado, el también belga Julien Vervaecke ( Alcyon-Dunlop). Con esta victoria, Frantz se convierte en el segundo luxemburgués en ganar el Tour, tras las victorias conseguidas por François Faber.
Al estar descontento Henri Desgrange con las tácticas utilizadas por los ciclistas en las etapas largas y planas en años anteriores, se decidió que las etapas 1 a 9, 14 y 18 a 23 se disputaran de una manera similar a las actuales contrarreloj por equipos. Todos los corredores de un mismo equipo salían juntos, y cada 15 minutos salía otro equipo, siendo los últimos en tomar la salida los "touriste-routiers". La iniciativa fue un fracaso, ya que el público se desorientaba y no sabía en ningún momento quién iba primero. En 1929 se dejó de emplear.

## Cambios respecto a la edición anterior
En 1926 y los años anteriores, en las etapas llanas, sin dificultades montañosas, la mayoría de los ciclistas llegaban juntos a meta, decidiéndose la victoria en un esprint masivo. Esto no gustaba a la organización del Tour, que quería que los ciclistas corrieran de manera individual, sin la ayuda del resto de ciclistas, para tener una carrera más espectacular. Por este motivo se decidió que la mayor parte de las etapas llanas de esta edición se iniciaran por separado, con 15 minutos entre equipos, siendo los touriste-routiers los últimos en tomar la salida. La idea era que los favoritos de la carrera no vieran a sus rivales, y no tuvieran más remedio que correr lo más rápido posible en cada etapa.
En 1926, como prueba, el Tour se inició fuera de París, en los Alpes. En 1927, esta decisión se revirtió, y el Tour comenzó de nuevo en París. El recorrido de 1927 fue similar a los otros Tours de antes de 1926, con comienzo en París, aunque con etapas más cortas, pasando de una media de 338 km por etapa en 1926 en 221 km por etapa en 1927.

## Participantes
Lucien Buysse, vigente vencedor de la carrera, no participó por desavenencias del equipo Automoto, en el que militaba, con la organización. Los ciclistas se volvieron a dividir en dos categorías, los que estaban integrados en equipos patrocinados y los  touriste-routiers . Cuatro fueron los equipos que participaron en esta edición: Alcyon; Alleluia, J. B. Louvet y Dilecta, agrupando a 37 ciclistas, mientras el resto, hasta completar los 142 que tomaron la salida, estaban incluidos dentro de los  touriste-routiers . De estos, solo 39 finalizaron la carrera. Por primera vez toma parte un ciclista japonés, Kiss Kawamura, mientras que nuevamente no hay presencia de ningún ciclista español.

## Recorrido
La principal novedad fue el aumento de 17 a 24 etapas, con una reducción a sólo cinco días de descanso, y una consiguiente reducción del kilometraje medio de las etapas, sin que ninguna de ellas llegara a los 350 km, muy lejos de los habituales recorridos con más de 400 km de años precedentes.
Se volvió a recorrer todo el perímetro de Francia en el sentido contrario a las agujas del reloj, y el paso por los grandes puertos pirenaicos y  alpinos, como el Col d'Aubisque, el Tourmalet, el Izoard y el Galibier. Cuatro ciudades acogen una etapa por primera vez: Dinan, Gwened, Pontarlier y  Charleville. 

## Desarrollo de la carrera
Durante la primera etapa el equipo  Alcyon-Dunlop sufrió más de veinte pinchazos. El equipo Dilecta-Wolber ganó la primera etapa, liderado por Francis Pélissier, que fue el primer líder de la clasificación general. Hasta la sexta etapa no se produce ningún cambio en la clasificación general, 
pero en aquella etapa Francis Pélissier se ve obligado a abandonar enfermo, pasando a ser el nuevo líder de la carrera a su compañero de equipo, Ferdinand Le Drogo. «La sexta etapa, durísima, dió lugar a grandes cambios en la clasificación general. En la etapa de ayer, vence Van Stembronck y H. Martin pasa a “leader” de la clasificación general». El Mundo Deportivo. 26 de junio de 1927. p. 2. Consultado el 9 de diciembre de 2013.
En la séptima etapa, Le Drogo pierde más de 20 minutos respecto a los principales perseguidores del equipo JB Louvet, pasando el liderato a manos de Hector Martin. en la octava etapa del equipo Dilecta pierde más de una hora y todas las opciones a la victoria final. En la novena etapa todos los ciclistas que aún quedaban del equipo abandonaron la carrera.
Al terminar la novena etapa y el primer grupo de etapas contrarreloj solo quedaban en carrera 57 ciclistas, de los que 35 eran "touriste-routiers".
La primera etapa de montaña fue la undécima, con los ya habituales pasos por el Col d'Aubisque, Tourmalet, el Aspin y el Peyresourde. En ella, el touriste-routier Michele Gordini escapó discretamente del pelotón y, cuando este se dio cuenta, ya había conseguido una ventaja de 45 minutos. Problemas mecánicos hicieron que fuera superado antes de finalizar la etapa. Nicolas Frantz fue el vencedor de la etapa, al tiempo que se hizo con el liderato,
con más de media hora sobre Maurice de Waele.
Frantz finalizó la duodécima y decimotercera etapa en el grupo de cabeza, manteniendo las diferencias con el segundo clasificado. La decimocuarta se disputó como contrarrelojes por equipo, sin que se produjeran grandes cambios en la clasificación general. Frantz ganó la decimoquinta etapa y acabó segundo en la decimosexta, incrementando la diferencia con el inmediato perseguidor a más de una hora. En la decimoséptima etapa Frantz perdió 15 minutos respecto al segundo clasificado, Maurice De Waele, pero al ser la última etapa de montaña su victoria estaba asegurada.
De aquí y hasta el final de la carrera no se produjeron grandes cambios en la clasificación general. La única excepción fue en la penúltima etapa, en la que De Waele perdió más de media hora, pero no supuso ningún problema a la hora de mantener la segunda posición al tener mucha diferencia respecto al tercer clasificado.

## Resultados
En las etapas 1 a 9, la 14 y de la 18 a la 23, los ciclistas comenzaban la etapa agrupados por equipos, con 15 minutos de diferencia entre cada uno de ellos, siendo los touriste-routiers los últimos en tomar la salida.  el ciclista que llegaba a la meta más rápido era el ganador de la etapa. En las otras etapas, todos los ciclistas tomaban la salida simultáneamente. Los diferentes tiempos de cada etapa eran sumados para lograr la clasificación general, ganada por el ciclista con menor tiempo acumulado.

## Etapas
| Etapa | Fecha     | Recorrido                        | Distancia (km) | Ganador                 | Líder              |
| ----- | --------- | -------------------------------- | -------------- | ----------------------- | ------------------ |
| 1.ª   | 19 de jun | París - Dieppe                   | 180            | Françis Pelissier       | Françis Pelissier  |
| 2.ª   | 20 de jun | Dieppe - Le Havre                | 103            | Maurice De Waele        | Françis Pelissier  |
| 3.ª   | 21 de jun | Le Havre - Caen                  | 225            | Hector Martin           | Françis Pelissier  |
| 4.ª   | 22 de jun | Caen - Cherburgo                 | 140            | Camille Van de Casteele | Françis Pelissier  |
| 5.ª   | 23 de jun | Cherburgo - Dinan                | 199            | Ferdinand Le Drogo      | Françis Pelissier  |
| 6.ª   | 24 de jun | Dinan - Brest                    | 206            | André Leducq            | Ferdinand Le Drogo |
| 7.ª   | 25 de jun | Brest - Vannes                   | 207            | Gustave Van Slembrouck  | Hector Martin      |
| 8.ª   | 26 de jun | Vannes - Les Sables d'Olonne     | 204            | Raymond Decorte         | Hector Martin      |
| 9.ª   | 27 de jun | Les Sables d'Olonne - Burdeos    | 285            | Adelin Benoit           | Hector Martin      |
| 10.ª  | 28 de jun | Burdeos - Bayona                 | 189            | Pé Verhaegen            | Hector Martin      |
| 11.ª  | 30 de jun | Bayona - Luchon                  | 326            | Nicolas Frantz          | Nicolas Frantz     |
| 12.ª  | 2 de jul  | Luchon - Perpiñán                | 323            | Gustave Van Slembrouck  | Nicolas Frantz     |
| 13.ª  | 4 de jul  | Perpiñán - Marsella              | 360            | Maurice De Waele        | Nicolas Frantz     |
| 14.ª  | 5 de jul  | Marsella - Tolón                 | 120            | Antonin Magne           | Nicolas Frantz     |
| 15.ª  | 6 de jul  | Tolón - Niza                     | 280            | Nicolas Frantz          | Nicolas Frantz     |
| 16.ª  | 8 de jul  | Niza - Briançon                  | 275            | Julien Vervaecke        | Nicolas Frantz     |
| 17.ª  | 9 de jul  | Briançon - Évian-les-Bains       | 283            | Pé Verhaegen            | Nicolas Frantz     |
| 18.ª  | 11 de jul | Évian-les-Bains - Pontarlier     | 213            | Adelin Benoit           | Nicolas Frantz     |
| 19.ª  | 12 de jul | Pontarlier - Belfort             | 119            | Maurice Geldhof         | Nicolas Frantz     |
| 20.ª  | 13 de jul | Belfort - Estrasburgo            | 145            | Raymond Decorte         | Nicolas Frantz     |
| 21.ª  | 14 de jul | Estrasburgo - Metz               | 165            | Nicolas Frantz          | Nicolas Frantz     |
| 22.ª  | 15 de jul | Metz - Charleville-Mézières      | 159            | Hector Martin           | Nicolas Frantz     |
| 23.ª  | 16 de jul | Charleville-Mézières - Dunkerque | 270            | André Leducq            | Nicolas Frantz     |
| 24.ª  | 17 de jul | Dunkerque - París                | 344            | André Leducq            | Nicolas Frantz     |

## Clasificación general
| Clasificación general |                  |                 |                   |
| Ciclista              | Ciclista         | Equipo          | Tiempo            |
| --------------------- | ---------------- | --------------- | ----------------- |
| 1.º                   | Nicolas Frantz   | Alcyon-Dunlop   | 198 h 16 min 42 s |
| 2.º                   | Maurice De Waele | Labor–Dunlop    | + 1 h 48 min 21 s |
| 3.º                   | Julien Vervaecke | Armor–Dunlop    | + 2 h 25 min 06 s |
| 4.º                   | André Leducq     | Thomann–Dunlop  | + 3 h 02 min 05 s |
| 5.º                   | Adelin Benoit    | Alcyon-Dunlop   | + 4 h 45 min 01 s |
| 6.º                   | Antonin Magne    | Alleluia–Wolber | + 4 h 48 min 23 s |
| 7.º                   | Pé Verhaegen     | J.B. Louvet     | + 6 h 18 min 36 s |
| 8.º                   | Julien Moineau   | Alleluia–Wolber | + 6 h 36 min 17 s |
| 9.º                   | Hector Martin    | J.B. Louvet     | + 7 h 07 min 34 s |
| 10.º                  | Maurice Geldhof  | J.B. Louvet     | + 7 h 16 min 02 s |

| Clasificación final (11–39) |                        |                  |                    |
| Ciclista                    | Ciclista               | Equipo           | Tiempo             |
| --------------------------- | ---------------------- | ---------------- | ------------------ |
| 11.º                        | Raymond Decorte        | J.B. Louvet      | + 8 h 17 min 12 s  |
| 12.º                        | Louis Muller           | Armor–Dunlop     | + 8 h 27 min 49 s  |
| 13.º                        | Jan Debusschere        | Alcyon-Dunlop    | + 10 h 51 min 56 s |
| 14.º                        | Gustaaf Van Slembrouck | J.B. Louvet      | + 11 h 01 min 54 s |
| 15.º                        | Pierre Magne           | Alleluia–Wolber  | + 12 h 12 min 37 s |
| 16.º                        | Louis Delannoy         | Labor–Dunlop     | + 13 h 28 min 02 s |
| 17.º                        | Jos Hemelsoet          | J.B. Louvet      | + 14 h 08 min 18"  |
| 18.º                        | Secondo Martinetto     | Touriste-Routier | + 14 h 37 min 12 s |
| 19.º                        | Henri Touzard          | Touriste-Routier | + 15 h 08 min 03 s |
| 20.º                        | José Pelletier         | Touriste-Routier | + 15 h 52 min 28 s |
| 21.º                        | Maurice Arnoult        | Touriste-Routier | + 16 h 05 min 01 s |
| 22.º                        | Charles Martinet       | Touriste-Routier | + 16 h 53 min 36 s |
| 23.º                        | Albert Jordens         | Touriste-Routier | + 17 h 18 min 48 s |
| 24.º                        | Michele Gordini        | Touriste-Routier | + 17 h 21 min 11 s |
| 25.º                        | Giovanni Canova        | Touriste-Routier | + 17 h 52 min 52 s |
| 26.º                        | André Devauchelle      | Alleluia–Wolber  | + 18 h 02 min 10 s |
| 27.º                        | Charles Krier          | Touriste-Routier | + 20 h 42 min 32 s |
| 28.º                        | Léon Despontin         | Touriste-Routier | + 21 h 15 min 02 s |
| 29.º                        | Giuseppe Rivella       | Touriste-Routier | + 22 h 14 min 26 s |
| 30.º                        | Marcel Gendrin         | Touriste-Routier | + 22 h 20 min 35 s |
| 31.º                        | Omer Mahy              | Touriste-Routier | + 22 h 27 min 49 s |
| 32.º                        | Giovanni Rossignoli    | Touriste-Routier | + 22 h 31 min 18 s |
| 33.º                        | Camille Segers         | Touriste-Routier | + 22 h 52 min 35 s |
| 34.º                        | Edoaurd Teisseire      | Touriste-Routier | + 23 h 59 min 59 s |
| 35.º                        | Jules Nempon           | Touriste-Routier | + 25 h 39 min 05 s |
| 36.º                        | Amand Goubert          | Touriste-Routier | + 27 h 04 min 27 s |
| 37.º                        | André Drobecq          | Touriste-Routier | + 27 h 10 min 20 s |
| 38.º                        | Pierre Claes           | Touriste-Routier | + 29 h 12 min 19 s |
| 39.º                        | Jacques Pfister        | Touriste-Routier | + 30 h 03 min 51 s |

### Otras clasificaciones
La carrera por los Touriste-Routier's, ciclistas que no pertenecían a ninguna equipo a los que no se les permitía ningún tipo de asistencia, fue ganada por el italiano Secundo Martinetto.
El diario organizador de la carrera, L'Auto nombró a Michele Gordini el meilleur grimpeur, el mejor escalador. Este título no oficial es el predecesor de la clasificación de la montaña.